# Assunta Scutto
Assunta Scutto (* 17. Januar 2002 in Neapel) ist eine italienische Judoka. Sie siegte 2021 beim Grand Slam in Abu Dhabi und wurde 2024 Weltmeisterschaftszweite sowie 2022 und 2023 Weltmeisterschaftsdritte. 2025 wurde sie Weltmeisterin. 

## Sportliche Karriere
Assunta Scutto kämpft im Superleichtgewicht, der Gewichtsklasse bis 48 Kilogramm. 2018 war sie Zweite der U18-Europameisterschaften. 2019 gewann sie den italienischen Meistertitel. Zwei Monate danach siegte sie bei den U18-Europameisterschaften. Im September 2019 erkämpfte sie bei den U18-Weltmeisterschaften eine Bronzemedaille. 2020 fanden wegen der COVID-19-Pandemie kaum Wettkämpfe statt.
2021 gewann Scutto eine Bronzemedaille bei den Junioren-Europameisterschaften, nachdem sie im Halbfinale der Russin Irena Chubulowa unterlegen war. Bei den U20-Weltmeisterschaften in Olbia erkämpfte sie den Titel mit einem Finalsieg über Chubulowa. Im November 2021 erreichte sie das Finale beim Grand Slam in Abu Dhabi und siegte gegen die Französin Shirine Boukli. Ende 2021 gewann sie erneut den italienischen Meistertitel.
2022 belegte Scutto den siebten Platz bei den Europameisterschaften in Sofia. Bei den Juniorenweltmeisterschaften erhielt sie die Silbermedaille hinter der Japanerin Hikari Yoshioka. Im Oktober bei den Weltmeisterschaften in Taschkent gewann Scutto eine Bronzemedaille. Im Mai 2023 bei den Weltmeisterschaften in Doha verlor sie wie 2022 im Viertelfinale gegen die Japanerin Natsumi Tsunoda, erkämpfte aber mit zwei Siegen in der Trostrunde und im Match um Bronze wie im Vorjahr eine Bronzemedaille. Nach den Weltmeisterschaften siegte sie 2023 noch bei den Grand-Slam-Turnieren in Astana, Baku und Abu Dhabi.
Im Mai 2024 bei den Weltmeisterschaften in Abu Dhabi besiegte sie im Halbfinale die Schwedin Tara Babulfath, im Finale unterlag sie der Mongolin Bawuudordschiin Baasanchüü. Bei den Olympischen Spielen 2024 in Paris wurde sie Siebte.